# اوسامو سوزوکی
اوسامو سوزوکی (به ژاپنی: 鈴木修) (زاده ۳۰ ژانویه ۱۹۳۰) کارآفرین، بازرگان و مدیر ارشد اجرایی ژاپنی است، که اکنون به‌عنوان مدیر عامل اجرایی و رییس هیئت مدیره شرکت خودروسازی سوزوکی فعالیت می‌نماید.